# Groupama
Groupama este o companie de asigurări din Franța. Groupama are o istorie îndelungată, care datează de  la sfârșitul secolului al XIX-lea, când a fost creată de comunitatea fermierilor. De atunci, compania a ajuns una dintre cele mai mari companii de asigurări de pe piața franceză, în timp ce grupul și-a extins și operațiunile internaționale în 9 țări, în principal în Europa.
La nivel global, Groupama deservește peste 12 millioane de clienți având mai mult de 31.500 de angajați și colaboratori.
Activitățile internaționale de asigurări generează circa 30% din veniturile sale din prime, pe care le obține prin intermediul a 6.500 de angajați.
Cifra de afaceri în 2019: 14,4 miliarde euro
Profit net în 2019: 345 milioane euro

## Groupama Asigurări
Compania a intrat pe piața din România la finele anului 2007, după ce a achizițonat integral, de la Banca Transilvania, pachetul de acțiuni al BT Asigurări, în urma unei tranzacții de 100 milioane Euro.
În februarie 2008, grupul francez a preluat de la banca ungară OTP Bank divizia de asigurări OTP Garancia, tranzacție în urma căreia Groupama a devenit acționarul subsidiarei din România.
Compania a continuat investițiile, iar în aprilie 2008, a cumpărat Asiban, cel de-al treilea asigurător din piață la acel moment, pentru 350 milioane euro.
În vara anului 2009, BT Asigurări a fuzionat cu Asiban, formând Groupama Asigurări.
În mai 2010, OTP Garancia a fuzionat de asemenea prin absorbție cu Groupama Asigurări.
Cifre cheie 2019:
- 120 de agenții și puncte de lucru
- rețea de distribuție complexă, care include toți partenerii noștri de încredere (brokeri, bănci, companii de leasing) și propriile canale de retail (vânzări directe și agenți)
- servicii integrate oferite clienților PF, IMM și corporate
- Numărul 1 în asigurări agricole și numărul 5 în asigurări non-life, cu o cotă de piață de 9,9%

Cifra de afaceri în 2019: 1.066.584.368 lei
Premii obținute în 2019 - 2020:
Trofeul de excelenţă – pentru calitatea produselor și serviciilor destinate mediului de afaceri – Patronatul Întreprinderilor Mici și Mijlocii Galați (2020)
Cel mai bun serviciu de daune al anului 2019 și Cea mai importantă implicare a unei companii de asigurări într-o campanie de responsabilitate socială – Gala premiilor UNSICAR (Uniunea Națională a Societăților de Intermediare și Consultanță în Asigurări) (2019)
COOL Brand – Gala Forbes 100 Cool Brands 2019
Premiul pentru Excelență pentru Produsul de Asigurare Agricolă cu Primă Subvenţionabilă - Gala Premiilor revistei Business Press Agricol (2019)
Premiul pentru calitatea produselor şi serviciilor destinate mediului de afaceri - Consiliul Naţional al Întreprinderilor Private Mici şi Mijlocii, prin Patronatul Întreprinderilor Mici şi Mijlocii Galaţi (2019)
Premiul Compania Anului - "Excelența în Relația cu Clienții" - Gala Premiilor Pieței Asigurărilor (2020)
Premiul pentru Parteneriat – Gala Premiilor Brokerilor de asigurare (2019)
În 2020, pentru al treilea an consecutiv, Groupama a obținut certificarea ANGAJATOR DE TOP (2020).